# Okręty podwodne projektu 717
Okręt podwodny projektu 717 – radziecki projekt podwodnego okrętu desantowego i stawiacza min o napędzie atomowym. Okręty przeznaczone były do skrytego dostarczania do 800 żołnierzy piechoty morskiej i 4 transporterów, transportu uzbrojenia, amunicji, paliw i zaopatrzenia, lub 250 żołnierzy jednostek specjalnych i 10 czołgów pływających oraz 10 transporterów, a także do ewakuacji  wojsk oraz rannych oraz do prowadzenia działań minowych. W czasie projektowania z wypornością nawodną pierwotnie 17.600 ton, był to projekt największych ówcześnie okrętów podwodnych świata. Napęd jednostek stanowić miały dwie siłownie jądrowe, o łącznej mocy 39.000 koni mechanicznych.
Projekt wstępny okrętów został ukończony na początku roku 1969. W lipcu tego roku Ministerstwo Przemysłu Stoczniowego  dodało do projektu nowe wymaganie zdolności do prowadzenia działań ratowniczych załóg zatopionych okrętów podwodnych, ze wsparcie podwodnych aparatów ratunkowych. Zmiana ta doprowadziła do zmiany projektu, który uzyskał formalną akceptacją kompletnej zrewidowanej specyfikacji jednostek w lutym 1970 roku, zaś ostateczny projekt ukończony został dopiero w październiku 1971 roku.
Stocznia Siewmasz poczyniła przygotowania do budowy 5 jednostek tego projektu, budując w tym celu m.in. pełnoskalowe makiety pomieszczenia kontroli, przestrzeni ładunkowej i innych części okrętów, jednakże z uwagi na ograniczoną liczbę odpowiednio dużych pochylni, zrezygnowano z budowy tych okrętów, poświęcając je na rzecz budowy strategicznych okrętów podwodnych projektu 941 (NATO: Tajfun).

## Konstrukcja
Jednostka miała mieć 3 kadłuby sztywne. Środkowy mieściłby systemy napędowe i kontrolne, a dwa boczne byłyby ładowniami na desant lub miny. Okręt miał mieć 190 m długości i 23 m szerokości. Wyporność nawodna według zmienionego projektu z roku 1971 wzrosła z 17.600 ton, do 18.300 ton, przy zanurzeniu 6,8 m. Załogę okrętu miało stanowić 111 osób. Zanurzenie maksymalne 300 m, prędkość podwodna 18 węzłów. Planowana autonomiczność okrętu (z desantem) to 30 dni. Wynurzony okręt mógłby używać 2 armat AK-230 lub AK-630.